# IPhone 12
iPhone 12 и iPhone 12 mini — смартфоны производства корпорации Apple.
iPhone 12 является базовой моделью 14-го поколения, пришедшей на смену смартфону iPhone 11. Содержит процессор Apple A14 Bionic имеющий 11,8 млрд транзисторов. Представлен 13 октября 2020 года вместе со своим «младшим братом» (уменьшенной версией) iPhone 12 mini и «профессиональными» моделями iPhone 12 Pro и iPhone 12 Pro Max. Это первое поколение смартфонов от Apple, поддерживающее стандарт сотовой связи 5G.
Уменьшенная версия, получившая название «iPhone 12 mini», имеет такой же процессор и такие же камеры, как и базовый iPhone 12, но обладает меньшими габаритами: экраном с диагональю 5,4 дюйма и весом в 133—135 граммов. Все основные характеристики идентичны характеристикам базовой модели, отличаются только диагональ и разрешение экрана, а также ёмкость аккумулятора.
iPhone 12 получил в основном положительные отзывы. The Verge назвал его «красивым, мощным и невероятно функциональным устройством», высоко оценив новый дизайн, напоминающий iPhone 5, скорость процессора A14 Bionic, его возможности 5G, добавление OLED-дисплея, как на iPhone высокого класса. в сочетании с гораздо более тонкими рамками, чем у предыдущих моделей iPhone, и увеличенным временем автономной работы по сравнению с iPhone 11. Engadget также дал положительный отзыв об iPhone 12, высоко оценив беспроводную зарядку MagSafe и магнитное крепление аксессуаров, а также переработанную систему камер и значительно улучшенный дисплей, как в его аналогах Pro.

## Технические характеристики

### Процессор
Используется шестиядерный процессор Apple A14 Bionic.

### Дисплей
Super Retina XDR

#### iPhone 12
iPhone 12 оснащён OLED дисплеем диагональю 6,1 дюйма, произведённым по технологии Super Retina XDR, c разрешением экрана 2532×1170 пикселей и плотностью 460 PPI (пикселей на дюйм). Пиковая яркость 1200 нит. Экран покрыт керамическим покрытием Ceramic Shield, произведённым совместно с компанией Corning.

#### iPhone 12 mini
iPhone 12 mini имеет OLED-дисплей диагональю 5,4 дюйма. Как и у старшей модели, дисплей произведён по технологии Super Retina XDR. Разрешение 2340×1080 пикселей, плотность пикселей 476 ppi.

### Камера
Смартфон оснащён двойной основной (тыловой) камерой: одна из камер на задней панели сверхширокоугольная и одна широкоугольная; обе обладают разрешением в 12 мегапикселей. Диафрагма широкоугольной камеры равна ƒ/1.6, сверхширокоугольной — ƒ/2.4. Имеется двукратный оптический и пятикратный цифровой зум. Также имеется оптическая стабилизация изображения.
Фронтальная камера также имеет разрешение в 12 мегапикселей.

### SIM
У смартфона один слот nano-SIM и одна интегрированная eSIM-карта. Поэтому есть возможность настроить и одновременно пользоваться двумя телефонными номерами.
Версия для китайского рынка (континентальный Китай, Гонконг, Макао) имеет двойной слот, под две SIM-карты.

## Дизайн
В отличие от экрана, задняя панель не защищена стеклом «Ceramic Shield», вместо него установлено обычное закалённое стекло.
Рамка смартфона изготовлена из металла (алюминия).
Смартфон имеет защиту от пыли и влаги по стандарту IP68.
Снизу находятся разъём Lightning, динамик и микрофон. С левой стороны располагаются кнопки регулировки громкости и переключатель режима звука, с правой стороны кнопка блокировки и слот под одну SIM-карту. Третий микрофон находится в квадратном блоке двойной камеры.
iPhone 12 и 12 mini изначально продавались в 5 цветах: чёрном, белом, красном, зелёном и синем. 20 апреля 2021 года для этих моделей вышел новый шестой цвет — фиолетовый.
| Цвет | Название    |
| ---- | ----------- |
|      | Чёрный      |
|      | Белый       |
|      | Product Red |
|      | Зелёный     |
|      | Синий       |
|      | Фиолетовый  |

## Комплектация
Из комплекта поставки были удалены наушники EarPods и адаптер питания, вместо них к iPhone прилагается кабель USB-C — Lightning для быстрой зарядки. По словам корпорации Apple, это было сделано с целью сокращения выбросов углекислого газа, поскольку большинство пользователей уже имеют необходимые аксессуары.